# Johann Holwarda

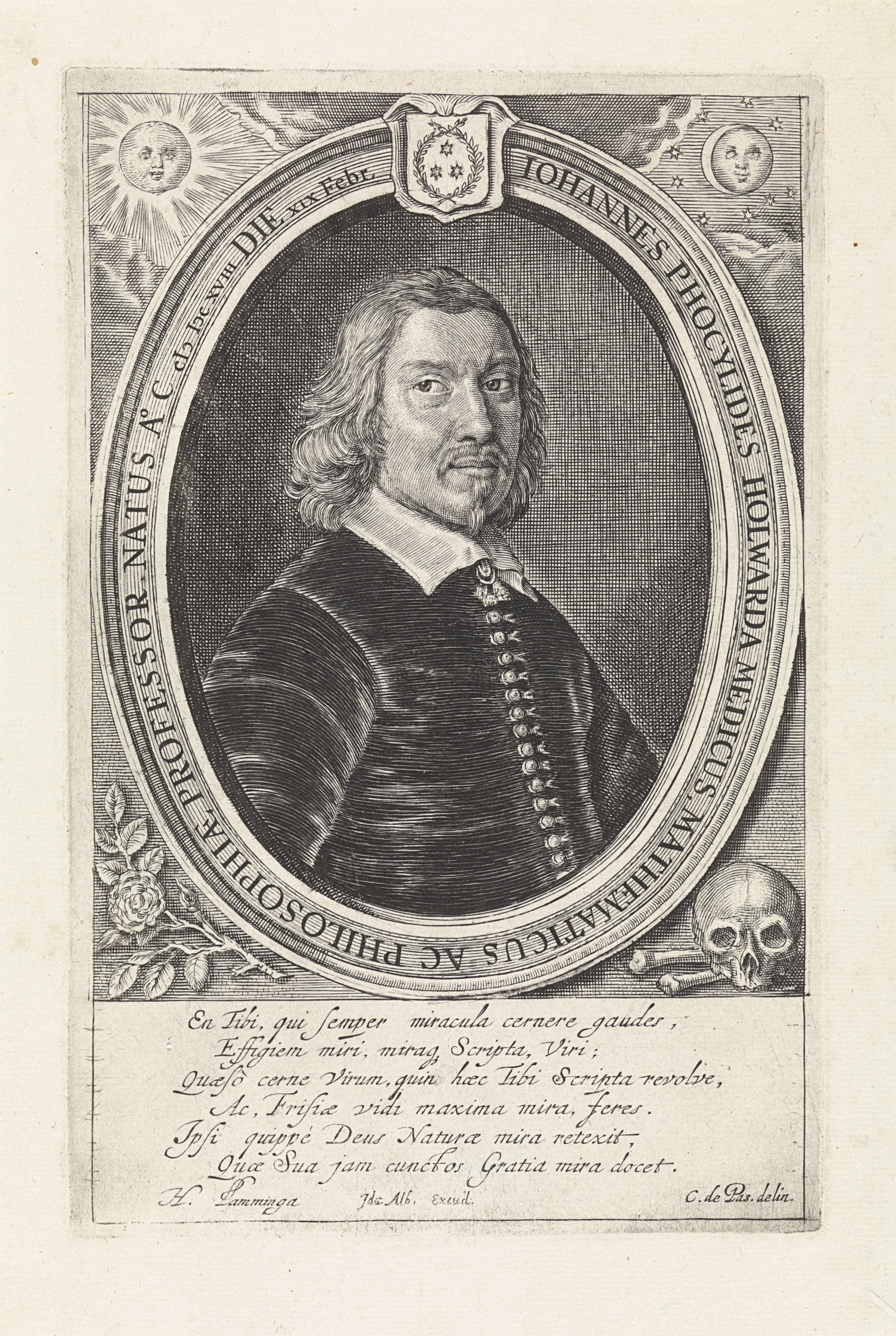
Johannes Phocylides Holwarda

Johannes Phocylides Holwarda (* 1618 in Holwerd; † 22. Januar 1651 in Franeker; eigentlich Jan Fokkes van Holwerd) war ein friesischer Astronom.
Holwarda studierte unter Adriaan Metius in Franeker und hielt seit 1639 Vorlesungen zur Logik. 1640 wurde er Doktor der Medizin, 1647 Professor für Philosophie. Darüber hinaus studierte er theoretische und praktische Astronomie. 1638 gelang ihm die Wiederentdeckung des Sterns Mira, der nach seiner erstmaligen Entdeckung durch David Fabricius in Vergessenheit geraten war. Ihm gelang es 1639, die Periode der Helligkeitsschwankungen des veränderlichen Sterns auf etwa 11 Monate zu bestimmen. 1640 untersuchte er in seiner Dissertatio astronomica die astronomischen Tafeln des Johan Philip Lansberg und fand zahlreiche Fehler.
Zu Ehren Holwardas wurde der Mondkrater Phocylides nach ihm benannt.

## Schriften
- Dissertatio astronomica, 1640
- Philosophia naturalis, seu physica vetus-nova, 1651
- Elementale logicum, 1648
- Collegium logicum disputt. XII, 1646
- Sciagraphica logicae, 1643

| Personendaten    | Personendaten                                                                                 |
| ---------------- | --------------------------------------------------------------------------------------------- |
| NAME             | Holwarda, Johann                                                                              |
| ALTERNATIVNAMEN  | Holwarda, Johannes Phocylides (vollständiger Name); Holwerd, Jan Fokkes van (wirklicher Name) |
| KURZBESCHREIBUNG | friesischer Astronom                                                                          |
| GEBURTSDATUM     | 1618                                                                                          |
| GEBURTSORT       | Holwerd                                                                                       |
| STERBEDATUM      | 22. Januar 1651                                                                               |
| STERBEORT        | Franeker                                                                                      |